# Moondog
Moondog é o pseudônimo de Louis Thomas Hardin (26 de maio de 1916 – 8 de setembro de 1999), compositor, músico, cosmologista e poeta. Moondog era um deficiente visual, ainda assim em vida fora capaz de trabalhar com artesanato e criar alguns instrumentos musicais. Retirou-se da sociedade por opção própria para fazer das ruas de Nova Iorque" a sua casa por aproximadamente vinte anos, dos trinta passados na cidade. Somente nas últimas décadas de vida passou a receber algum reconhecimento pelo seu trabalho; em suma, além do aparente retiro,  se recusou a vestir nada mais além das roupas artesanalmente feitas por ele, todas baseadas na sua própria interpretação do deus nórdico Odin. De fato, foi por muito tempo conhecido como "O Viquingue da 6ª Avenida", enquanto em Nova Iorque.

## Biografia
Nascido em Marysville, Kansas, Louis Thomas Hardin mudou-se logo cedo com sua família para Wyoming, um estado no oeste dos Estados Unidos dominado por montanhas distintas e famoso por ter a menor população de todos os estados do país, na sua maioria formada de tribos nativas. Lá, ele morava em uma cabana de madeira, ia para escola de cavalo e se sustentava com caça e pesca próprias. Um episódio que Moondog sempre fez questão de recordar foi quando o chefe de uma das tribos, Yellow Calf, o deixou tocar taumtaum, um instrumento feito com pele de búfalo.
Aos 16 anos, um acidente com uma dinamite o deixou cego, fato que pode ter contribuído para seu desenvolvimento perceptivo e auditivo. Aprendeu os princípios da música em algumas escolas para cegos, em St. Louis, mas a maior parte de sua formação teórica foi autodidata, lendo livros em Braille sobre história da música e teoria musical. Nessa época, começou a escrever suas próprias peças em Braille.
Em 1943, mudou para Nova Iorque, onde conheceu nomes como Bernstein, Toscanini, Charlie Parker e Benny Goodman. Tendo suas raízes e uma vivência invulgar, e sendo exposto a novos horizontes, Moondog passou a projetar sua música em um sentido visionário, expandindo a essência de suas fontes regionais com as técnicas sofisticadas de contraponto e as novas estruturas que estavam sendo exploradas nos temas modais. Mais tarde, Philip Glass e Steve Reich o apontaram como a gênese do minimalismo, ao que o humilde e espirituoso Moondog respondeu: "Bach já fazia minimalismo nas suas fugas. Então, o que há de novo?"
A partir do disco "Moondog" de 1956, o primeiro gravado pela Prestige, uma gravadora de jazz, sua obra começou a crescer de uma maneira versátil e plena de um sentido transversal às diversas visões e sensibilidades da América, caminhando em uma intersecção entre as expressões eruditas e o jazz improvisacional, e entre a exploração destas canções modernas e de suas raízes na música nativa.
Conhecido naqueles tempos como o Viquingue de Manhattan, graças à seu visual excêntrico, quase "bizarro", passeava pelas ruas de Nova Iorque vendendo seus discos e suas partituras e tocando ao vivo.
Suas atividades editoriais e de palco só ficaram mais intensas e respeitadas entre os anos 70 e 90, apesar de bem antes já ter sido reconhecido nos meios musicais. Morreu em 1999, na Alemanha, aos 83 anos.
A musica Bird's Lament é de certa forma uma das mais interessantes,lendas afirmam que Moondog trocou seus olhos por apenas um vislumbre de seu fim.(Augusto).

## Discografia

### Singles
- "Snaketimes Rhythm" (1949-1950), SMC
- "Moondog's Symphony" (1949-1950), SMC
- "Organ Rounds" (1949-1950), SMC
- "Oboe Rounds" (1949-1950), SMC
- "Surf Session" (c. 1953), SMC
- "Caribea Sextet"/"Oo Debut" (1956), Moondog Records
- "Stamping Ground Theme" (from the Holland Pop Festival) (1970), CBS

### EPs
- Improvisations at a Jazz Concert (1953), Brunswick
- Moondog on the Streets of New York (1953), Decca Records/Mars
- Pastoral Suite / Surf Session (1953), SMC
- Moondog & His Honking Geese Playing Moondog's Music (1955), Moondog Records

### Álbuns
- Moondog and His Friends (1953), Epic
- Moondog (1956), Prestige
- More Moondog (1956), Prestige
- The Story of Moondog (1957), Prestige
- Tell It Again (with Julie Andrews) (1957), Angel/Capital
- Moondog (not the same as the 1956 LP) (1969), Columbia
- Moondog 2 (1971), Columbia
- Moondog in Europe (1977), Kopf
- H'Art Songs (1978), Kopf
- Instrumental Music (1978), Musical Heritage Society
- A New Sound of an Old Instrument (1979), Kopf
- Facets (1981), Managarm
- Bracelli (1986), Kakaphone
- Elpmas (1992), Kopf
- Big Band (1995), Trimba
- To a Grain of Rice (1996), Paradise
- Sax Pax for a Sax with the London Saxophonic (1997), Kopf/Atlantic
- Bracelli und Moondog (2005) Laska Records